# City Royale: Wei is Pillo
City Royale: Wei is Pillo ist eine No-Budget-Filmproduktion, die im Raum Trier entstand.
Der Untertitel „Wei is pillo“ bedeutet so viel wie „Jetzt reicht es“ auf Trierer Platt.

## Handlung
Das Gangsterquartett Vince, Kliff, Richie und ihr Gerät finanzieren ihren üppigen Lebensstil durch Banküberfälle.
Als ihnen wieder einmal das Geld ausgeht, treffen sie den alten Weggefährten Januarius Zick, Monkey genannt. Dieser verleitet die vier dazu, sich Geld bei seinem Boss, dem grausamen Dr. Piro, zu leihen und dieses als Wette auf den vermeintlich schon feststehenden Sieger des Boxkampfes zwischen Klapper de Zänn und Paul Boa zu verwetten. Wie von Dr. Piro geplant, verlieren die vier das Geld und werden schon am nächsten Tag von ihm heimgesucht.
Dr. Piro droht damit, das Gerät zu entführen, sofern sie das ihm geschuldete Geld nicht innerhalb der nächsten 24 Stunden zurückzahlen. Kurzerhand entscheiden sich Vince, Kliff und Richie, erneut eine Bank zu überfallen. Der Banküberfall geht schief und zu allem Überfluss nehmen die drei mehr oder weniger zufällig Fritz Quant auf ihrer Flucht vor der Polizei als Geisel. Fritz erweist sich als echter Glücksgriff, da er sich in das Netzwerk der Bank einhackt und die Überwachungsbänder löscht, bevor die Polizei diese sichten kann.
Als Dr. Piro von dem gescheiterten Banküberfall erfährt, gibt er den Befehl, nun das Gerät zu entführen. Während die Gangster gemeinsam mit Fritz feiern gehen und sich mit dem Computer-Nerd anfreunden, wird das Gerät von Januarius entführt und in einen Folterkeller zu Dr. Piro gebracht, wo sich bereits gefesselt der Boxtrainer von Klapper de Zänn Markus Berg befindet. Dr. Piro foltert diesen zu Tode, was auf Video aufgezeichnet wird. Dieses Video wird am nächsten Morgen den Gangstern überbracht. Als die vier es sich anschauen, wird ihnen klar, dass ihrem Gerät dasselbe passieren wird, wenn sie nicht schnell etwas unternehmen. Mit vereinten Kräften können die vier den Aufenthaltsort von ihrem Gerät ausfindig machen.
Währenddessen ermittelt die Polizei in alle Richtungen und versucht, einen Zusammenhang zwischen dem Banküberfall und dem Mord an Markus Berg zu finden. Auf der Leiche des Boxtrainers kann die Pathologie die DNA von Paul Boa sicherstellen, was unmittelbar zu dessen Verhaftung führt. Parallel zum Verhör von Paul Boa kommt es zum Showdown auf dem Schrottplatz, wo das Gerät der Gangster gefangen gehalten wird. Diese verschaffen sich mit einem Trick Zugang zu dem schwer bewachten Gelände. Im Verlauf kommt es dazu, dass Richie und Kliff angeschossen werden. Nach einer wilden Schießerei wird Januarius von einem Tresor erschlagen. Dr. Piro verletzt das Gerät schwer, bevor er noch vor dem Eintreffen der Polizei fliehen kann. Diese hat die entscheidenden Hinweise zur Aufklärung des Falls im Laufe des Verhörs von Paul Boa bekommen.
Vince, Kliff, Richie und Fritz werden festgenommen und im Anschluss zu mehrjährigen Haftstrafen verurteilt. Kurz nach der Inhaftierung gelingt den vieren jedoch die Flucht. Dr. Piro wähnte sich bereits in Sicherheit, als plötzlich und unerwartet Klapper de Zänn in seine Wohnung kommt und ihn erschießt, um seinen Trainer zu rächen.

## Produktion
City Royale: Wei is Pillo ist eine No-Budget-Filmproduktion, in der überwiegend schauspielerische Laien mitspielen. Auch die beiden Produzenten Jürgen Becker und Michael Schu verfügen über keinerlei künstlerische Ausbildung. Alle Requisiten, Fahrzeuge und Gegenstände wurden kostenlos zur Verfügung gestellt. Die Darsteller, allen voran Guildo Horn und Helmut Leiendecker, verzichteten auf ihre Gagen.
Alle Drehorte befinden sich in Trier und Umgebung. Die Dialoge wurden in der jeweiligen Mundart des Schauspielers gesprochen. Vorwiegend wird Trierer Platt gesprochen, aber auch Luxemburgisch ist zu hören.
City Royale feierte vor 4000 Zuschauern Filmpremiere in der ausverkauften Arena Trier. Im Anschluss war der Film ab dem 4. Oktober 2017 in den beiden Trierer Kinos Broadway und Cinemaxx zu sehen. Im Cinemaxx wurde der Film vier Wochen gespielt und im Broadway Kino lief er sogar acht Wochen. Insgesamt hatte der Film ungefähr 9500 Besucher. Die DVD und Blu-ray wurde von der Imagion AG in einer Erstauflage von 10.000 DVDs und 5000 Blu-rays produziert und wurde am 7. Dezember 2017 veröffentlicht.